# 衛寶
卫宝（前1世纪—3年），西汉末年中山国卢奴县（今河北省定州市）人，汉平帝的舅舅。
卫宝的父亲卫子豪，妹妹是卫姬。元寿二年（前1年）汉哀帝驾崩，王莽以太皇太后王政君的名义，迎立年仅九岁的中山王刘箕子为帝，即汉平帝。卫宝和弟弟卫玄被封为关内侯。王莽为了操纵朝政，禁止平帝的母亲卫姬和两个舅舅进入京师长安。卫宝与王莽之子王宇合谋，让卫姬上书请求入见皇帝。王宇又派人乘夜用血洒在王莽宅第门口，想要假托鬼神恐吓王莽。事情被发觉，卫宝、卫玄兄弟被族灭。